# Yakovlev Yak-9
Le Yakovlev Yak-9 est un avion de chasse soviétique de la Seconde Guerre mondiale employé par l'Armée rouge à partir de 1942 jusqu'à la guerre de Corée. Son point faible était la surpuissance du moteur comparée au poids de l'avion.

## Conception
Au cours du printemps 1942, les alliages d'aluminium redevinrent plus courants en URSS et l'équipe de Yakovlev décida de concevoir une version de reconnaissance à long rayon d'action du Yak-7, le Yak-7D. Une nouvelle voilure fut conçue, avec une envergure plus courte mais la même surface alaire. Elle était constituée par deux longerons métalliques en H, recouverts par un revêtement de contreplaqué de bouleau, imprégné de bakélite. Le volume intérieur, dégagé par l'emploi de métal, fut mis à profit pour installer pas moins de huit réservoirs structuraux. L'amélioration semblant prometteuse, Yakovlev décida d'étudier un chasseur équivalent, sous le nom de Yak-7DI, combinant un fuselage de Yak-7B avec les nouvelles ailes pour réduire la masse. Le nombre de réservoirs fut cependant réduit à quatre, la mitrailleuse UB sur la droite du capot fut, elle aussi, enlevée dans le même but et, pour améliorer la visibilité vers l'arrière, la canopée arrière du Yak-1B en plexiglas fut montée. Les essais menés à la fin de l'été se révélant satisfaisants, l'avion fut mis en production sous la nouvelle désignation de Yak-9, avec le nombre de réservoirs d'aile ramené à deux.
La production en série commença avant la fin de l'année et dès décembre 1942, les premiers exemplaires arrivèrent dans les unités de combat. Au début de 1943 apparut la première variante, le Yak-9T, le T signifiant Tiajélowooroujényï (lourdement armé), qui embarquait en lieu et place du canon ChVAK de 20 mm, un NS-37 de 37 mm tirant lui aussi entre les pales. Pour laisser la place à la culasse de cet imposant canon, l'habitacle fut reculé de 40 cm. Après les essais, cette variante arriva dans les unités au printemps 1943. Dans le même temps, la VVS, maintenant que l'Armée rouge avançait, avait besoin de chasseurs à plus long rayon d'action pour compenser la possible absence d'aérodromes avancés. Le besoin fut satisfait par le Yak-9D qui, récupérant quatre réservoirs d'aile, avait un rayon d'action de 1 400 km, au lieu de 900. Déployé dès 1943, le Yak-9D fut cependant grandement amélioré par les études aérodynamiques du TsAGI, au début 1944 pour compenser l'augmentation de masse due aux réservoirs supplémentaires.
Pour simplifier la production en évitant les différences entre le Yak-9D et le Yak-9T, on décida de reculer aussi le poste de pilotage sur le premier. La modification donna naissance au Yak-9M qui entra en production au printemps 1943. Le recul du poste de pilotage fut assez populaire chez les pilotes car, sans dégrader outre mesure la visibilité dont ils bénéficiaient, il supprimait la tendance à piquer dont le Yak-9 avait hérité de son ancêtre le Yak-7 qui le rendait moins vif dans les manœuvres que le Yak-1B. Les améliorations comprenaient aussi l'emploi d'une canopée largable, pour faciliter l'évacuation de l'appareil, et des filtres à air améliorés.
Cependant, durant l'hiver 1942-1943, les avions employés sur le terrain dans des conditions sommaires, la plupart du temps stationnés à l'extérieur, avaient souffert de nombreux accidents à cause d'une dégradation rapide de leur revêtement de bouleau. À la suite d'un avertissement personnel de Staline, le bureau Yakovlev plancha alors sur une grande série de modifications pour améliorer la durabilité et les performances de l'avion :
- le radiateur d'huile fut déplacé comme sur Yak-3 à l'emplanture des ailes.
- le gouvernail, les volets et les ailerons repensés avec des compensateurs réglables au sol.
- la roulette de queue redevenait escamotable comme sur le premier prototype.
- les revêtements de contreplaqué en bouleau étaient maintenant protégés par de la toile vernie.
- le moteur était pourvu de tuyères d'échappement à effet propulsif.

Le nouvel avion désigné Yak-9U (Ouloutchchényï, amélioré), aurait dû être motorisé par le nouveau Klimov M-107A. Mais les problèmes de mise au point de celui-ci, qui provoquèrent la perte du prototype en février 1943, amenèrent à lui préférer le M-105PF plus fiable. L'armement fut aussi augmenté avec la réapparition de la deuxième mitrailleuse UB de capot. La variante fut mise en production au début de l'année 1944 et se poursuivit dès lors jusqu'à la fin du conflit. Une variante UT, avec le canon de 37 mm, en fut dérivée.
En 1946, la dernière amélioration fut lancée en production, le Yak-9P, de construction entièrement métallique, à part quelques éléments du fuselage au début de la production. Il possédait par ailleurs un poste de pilotage nettement amélioré avec des instruments phospholuminescents, un radiocompas et un des premiers systèmes d'identification ami-ennemi. Il constituait l'aboutissement des chasseurs issus du Ya-26. Au total, 16.769 Yak-9 furent construits jusqu'en 1948, dont 14.579 pendant la Seconde Guerre mondiale.

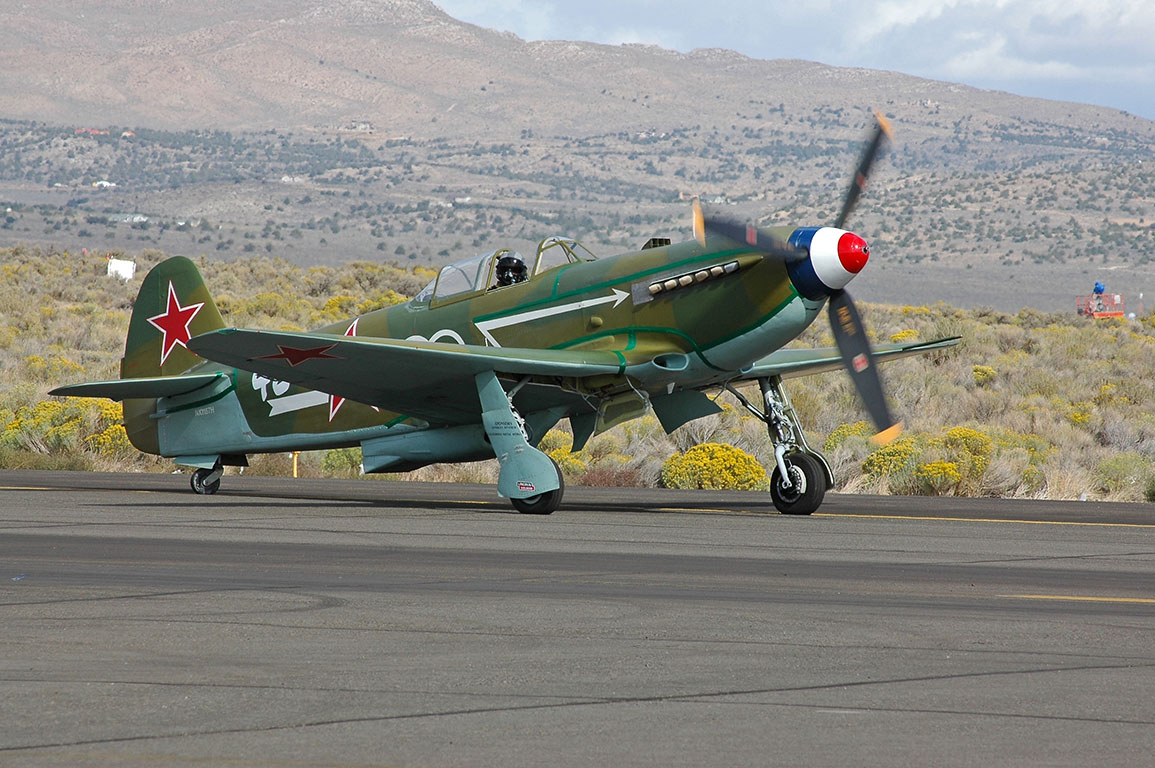
Un Yak-9UM actuel aux couleurs de Normandie-Nièmen

Au début des années 1990, après une visite au musée de l'air de Santa Monica en Californie, le fils d'Alexandre Sergueïevitch Yakovlev, Sergueï Aleksandrovitch Yakovlev, relança une production de Yak-9 pour les collectionneurs, sous le nom de Yak-9UM, motorisés par des Allison V-1710 américains, car il n'existait plus de Klimov en état de marche à des prix raisonnables. Il semble qu'au moins sept avions aient été produits.

## Engagements
Les premiers Yak-9 arrivèrent dans les unités de combat pour participer à la contre-offensive soviétique suivant la bataille de Stalingrad, pendant l'hiver 1943. Il devint rapidement un chasseur majeur de la VVS, au côté du Lavotchkine La-5. Contrairement à ses prédécesseurs, il était relativement équivalent aux Bf-109G et aux Fw-190A. Bien que généralement moins rapide, il était plus manœuvrable. Contrairement à ce qu'affirment beaucoup de sources occidentales, les Yak-9T ne furent que très peu utilisés pour l'attaque au sol, les Soviétiques lui préférant le Iliouchine Il-2 Sturmovik, beaucoup mieux protégé pour ces missions. Ils l'utilisèrent plutôt pour le combat aérien et en particulier pour la destruction des bombardiers allemands, les obus de 37 mm ayant un effet dévastateur.
Le Yak-9 fut entre autres l'appareil du Groupe de chasse Normandie-Niémen et du 1er régiment de chasse polonais. Il servit de monture à de nombreux as, comme Alexandre Pokrychine titulaire de 59 victoires, Grigori Retchakov de 56 et Dimitri Glinka (en) de 50. Les Yak-9DD de la 236e division de chasse (IAD) fournirent l'escorte aux bombardiers américains qui attaquaient les champs pétrolifères en Roumanie. Ils appuyèrent quelque temps les partisans yougoslaves, en opérant à partir de Bari en Italie.
L'arrivée du Yak-9U au front correspondit à celle du Yakovlev Yak-3 et du Lavotchkine La-7 avec lesquels il allait enfin acquérir une supériorité aérienne pour l'Armée rouge. Le Yak-9U semble avoir été sensiblement aussi performant et capable que le P-51D américain, quoique optimisé pour le combat à des altitudes moyennes qui étaient les plus disputées sur le front de l'Est. Contrairement à son cousin le Yak-3, optimisé pour le combat contre les chasseurs à basse altitude, il était plus polyvalent et avait un meilleur rayon d'action.
Le Yak-9P, lui, fut employé par les Nord-coréens, qui en possédaient 79, au cours du début de la guerre de Corée. Ses piètres résultats contre les P-51D semblent être plus liés à un manque d'entraînement des pilotes. Les exemplaires capturés et testés par les Américains furent en effet décrits comme très capables, même si d'une construction un peu sommaire pour les standards occidentaux.
Les Yak-9P servirent aussi à équiper de nombreuses forces aériennes du Pacte de Varsovie, comme l'Albanie qui reçut onze Yak-9P et un Yak-9V en avril 1951.

## Variantes
- Yak-9D version à long rayon d'action avec réservoirs dans les ailes extérieures, 3058 exemplaires.
- Yak-9T un canon NS-37 de 37 mm à travers le moteur, poste de pilotage reculé de 40 cm, 2748 exemplaires.
- Yak-9B (Bombardirovchtchik) version de bombardement avec soute interne derrière le pilote, pouvant contenir 4 FAB100 ou 128 PTAB, début 1944, 1 ShVAK de 20 mm et 1 BS de 12,7 mm, 109 exemplaires.
- Yak-9TK prototype capable d'un canon au choix ShVAK de 20 mm, VYa de 23 × 152 mm, NS-37 de 37 mm et NS-45 de 45 mm, fin 1943.
- Yak-9K un canon NS-45 de 45 mm à travers le moteur, début 1944, 53 exemplaires.
- Yak-9M Yak-9D, poste de pilotage reculé pour uniformiser la production avec le Yak-9T, printemps 1944, 4200 exemplaires.
- Yak-9DD version à très long rayon d'action avec réservoir de 880l dans le fuselage et réservoirs largables, 1 ShVAK de 20 mm et 1 BS de 12,7 mm, 399 exemplaires.
- Yak-9L version allégée (?)
- Yak-9MPVO de chasse de nuit avec un projecteur et un radiocompas
- Yak-9R de reconnaissance parfois désigné Yak-9F, peu d'exemplaires.
- Yak-9 Kurierski biplace tandem de liaison, 1 exemplaire.
- Yak-9PD moteur M-105PD pour la haute altitude, peu d'exemplaires en deux lots, fin 1943 et début 1944.
- Yak-9P prototype avec deux ShVAK de 20 mm dont un synchronisé sur le capot.
- Yak-9U version de 2e génération développée à partir de l'été 1943 devant être motorisée par un Klimov M107, finalement par un M-105PF, armée de deux mitrailleuses UB de 12,7 mm sur le capot et un ShVAK de 20 mm dans le moteur, 3900 exemplaires.
- Yak-9UT dérivé armé avec un NS-37 à la place du ShVAK, plus de 280 exemplaires.
- Yak-9UV biplace tandem de liaison et d'entraînement.
- Yak-9P construction métallique, radio-compas, identification ami-ennemi, cinémitrailleuse, 1946, 800 exemplaires.